# كأس التشيك 2013–14
كأس التشيك 2013–14 (بالتشيكية: Pohár České pošty 2013/14)‏ هو الموسم 21 من كأس التشيك. أقيم خلال الفترة 13 يوليو 2013 وحتى 18 مايو 2014، وأشرف على تنظيمه اتحاد جمهورية التشيك لكرة القدم، وكان عدد الأندية المشاركة فيه 133، وفاز فيه سبارتا براغ.